# Vincenzo Cavallari
Vincenzo Cavallari (Portomaggiore, 7 novembre 1919 – Ferrara, 3 febbraio 2000) è stato un avvocato e politico italiano, e componente del Consiglio Superiore della Magistratura dal 1968 al 1972.

## Biografia
È stato professore universitario e partigiano.
Dopo l'8 settembre 1943 fu nelle file partigiane come componente della VIII Brigata “Bologna” e della XXXV Brigata “Bruno Rizzieri” di Ferrara.  Dapprima “azionista”, ufficiale delle “Brigate Giustizia e Libertà”, nel 1944 si iscrisse al Partito Comunista Italiano e  assunse il comando della Piazza militare di Ferrara.
Invalido di guerra, decorato di Medaglia d'argento al valor militare. Presidente del CLN di Portomaggiore, ne divenne Vicesindaco dopo la Liberazione.
È stato eletto all'Assemblea Costituente nella lista del Partito Comunista Italiano del XIII Collegio (Bo-Fe-Fo-Ra), con 26 199 voti di preferenza.

## Incarichi di governo
Nel 1946 fu Sottosegretario al Tesoro (per i danni di guerra) nel secondo Governo De Gasperi, e al Tesoro e Finanze (per i profitti di regime e di guerra) nel terzo Governo De Gasperi. Al 2023, continua a essere il più giovane componente di un governo della Repubblica italiana, con i suoi 26 anni nel 1946.
Fu eletto alla Camera dei deputati nella I legislatura nella lista del Fronte Democratico Popolare della XII Circoscrizione (Bo-Fe-Fo-Ra) con 33 892 voti di preferenza e si iscrisse al Gruppo parlamentare comunista.
Fu di nuovo eletto alla Camera dei deputati nella II legislatura, sempre nella XII Circoscrizione.